# Campeonato Mundial de Atletismo de 2017 - Lançamento de martelo feminino
A competição do lançamento de martelo feminino no Campeonato Mundial de Atletismo de 2017 foi realizada no Estádio Olímpico de Londres nos dias 5 e 7 de agosto. Anita Włodarczyk da Polônia levou a medalha de ouro. 

## Recordes
Antes da competição, os recordes eram os seguintes:
| Recorde mundial                               | Anita Włodarczyk (POL)  | 82.98 | Varsóvia, Polônia       | 28 de agosto de 2016   |
| Recorde do campeonato                         | Anita Włodarczyk (POL)  | 80.85 | Pequim, China           | 27 de agosto de 2015   |
| Recorde do ano                                | Anita Włodarczyk (POL)  | 82.87 | Władysławowo, Polônia   | 29 de julho de 2017    |
| Recorde africano                              | Amy Sène (SEN)          | 69.70 | Forbach, França         | 25 de maio de 2014     |
| Recorde asiático                              | Wang Zheng (CHN)        | 77.68 | Chengdu, China          | 29 de março de 2014    |
| Recorde da América do Norte, Central e Caribe | Gwen Berry (USA)        | 76.77 | Oxford, Estados Unidos  | 6 de maio de 2017      |
| Recorde da América do Sul                     | Jennifer Dahlgren (ARG) | 73.74 | Buenos Aires, Argentina | 10 de abril de 2010    |
| Recorde europeu                               | Anita Włodarczyk (POL)  | 82.98 | Varsóvia, Polônia       | 28 de agosto de 2016   |
| Recorde da Oceania                            | Bronwyn Eagles (AUS)    | 71.12 | Adelaide, Austrália     | 6 de fevereiro de 2003 |

## Medalhistas
| Ouro                   | Prata            | Bronze               |
| Anita Włodarczyk (POL) | Wang Zheng (CHN) | Malwina Kopron (POL) |

## Tempo de qualificação
| Tempo de qualificação |
| --------------------- |
| 71.00 metros          |

## Calendário
| Data                | Horário | Fase         |
| ------------------- | ------- | ------------ |
| 5 de agosto de 2017 | 11:35   | Qualificação |
| 7 de agosto de 2017 | 20:00   | Final        |

Todos os horários estão no horário local (UTC+1)

## Resultados

### Qualificação
Qualificação: 71,50 m (Q) ou as doze melhores performances (q) 
| Pos. | Grupo | Atleta               | Nacionalidade  | Tentativa | Tentativa | Tentativa | Marca | Notas |
| Pos. | Grupo | Atleta               | Nacionalidade  | 1         | 2         | 3         | Marca | Notas |
| ---- | ----- | -------------------- | -------------- | --------- | --------- | --------- | ----- | ----- |
| 1    | A     | Malwina Kopron       | Polónia        | 74.97     |           |           | 74.97 | Q     |
| 2    | B     | Anita Włodarczyk     | Polónia        | 74.61     |           |           | 74.61 | Q     |
| 3    | A     | Sophie Hitchon       | Grã-Bretanha   | 73.05     |           |           | 73.05 | Q     |
| 4    | A     | Hanna Malyshchyk     | Bielorrússia   | 72.79     |           |           | 72.79 | Q     |
| 5    | B     | DeAnna Price         | Estados Unidos | x         | 72.78     |           | 72.78 | Q     |
| 6    | B     | Alexandra Tavernier  | França         | 72.69     |           |           | 72.69 | Q,    |
| 7    | A     | Wang Zheng           | China          | 71.89     |           |           | 71.89 | Q     |
| 8    | B     | Hanna Skydan         | Azerbaijão     | 71.78     |           |           | 71.78 | Q     |
| 9    | B     | Joanna Fiodorow      | Polónia        | 71.72     |           |           | 71.72 | Q     |
| 10   | B     | Zhang Wenxiu         | China          | 71.39     | 70.37     | 70.87     | 71.39 | q     |
| 11   | A     | Kateřina Šafránková  | Chéquia        | 67.93     | x         | 70.67     | 70.67 | q     |
| 12   | B     | Kathrin Klaas        | Alemanha       | 69.22     | x         | 70.33     | 70.33 | q     |
| 13   | B     | Luo Na               | China          | x         | 69.54     | 69.37     | 69.54 |       |
| 14   | A     | Gwen Berry           | Estados Unidos | 65.09     | 69.12     | x         | 69.12 |       |
| 15   | A     | Kivilcim Kaya        | Turquia        | 66.33     | 67.76     | 66.93     | 67.76 |       |
| 16   | B     | Réka Gyurátz         | Hungria        | x         | 67.48     | 60.93     | 67.48 |       |
| 17   | A     | Ida Storm            | Suécia         | 67.39     | x         | x         | 67.39 |       |
| 18   | B     | Anna Maria Orel      | Estónia        | 64.80     | 62.80     | 67.37     | 67.37 |       |
| 19   | A     | Zalina Petrivskaya   | Moldávia       | x         | x         | 67.05     | 67.05 |       |
| 20   | B     | Marinda Petersson    | Suécia         | 63.11     | 66.46     | x         | 66.46 |       |
| 21   | B     | Magdalyn Ewen        | Estados Unidos | x         | 66.24     | 65.14     | 66.24 |       |
| 22   | A     | Berta Castells       | Espanha        | 63.09     | 66.11     | 66.05     | 66.11 |       |
| 23   | A     | Iryna Novozhylova    | Ucrânia        | 65.78     | 66.02     | 65.52     | 66.02 |       |
| 24   | A     | Bianca Perie-Ghelber | Roménia        | 65.07     | x         | x         | 65.07 |       |
| 25   | A     | Alyona Shamotina     | Ucrânia        | 62.63     | 64.03     | 64.88     | 64.88 |       |
| 26   | A     | Julia Ratcliffe      | Nova Zelândia  | 64.67     | 64.72     | 61.88     | 64.72 |       |
| 27   | B     | Marina Nikişenko     | Moldávia       | 63.72     | 62.92     | 64.63     | 64.63 |       |
| 28   | A     | Nikola Lomnická      | Eslováquia     | 64.60     | x         | 63.32     | 64.60 |       |
| 29   | B     | Iryna Klymets        | Ucrânia        | 61.24     | 64.20     | 60.76     | 64.20 |       |
| 30   | A     | Susen Küster         | Alemanha       | 59.33     | 62.33     | x         | 62.33 |       |
| 31   | B     | Jillian Weir         | Canadá         | x         | x         | x         | NM    |       |
| 31   | B     | Jennifer Dahlgren    | Argentina      | x         | x         | x         | NM    |       |

### Final
A final da prova ocorreu dia 7 de agosto às 20:00. 
| Pos.              | Atleta              | Nacionalidade  | Tentativa | Tentativa | Tentativa | Tentativa | Tentativa | Tentativa | Marca | Notas                |
| Pos.              | Atleta              | Nacionalidade  | 1         | 2         | 3         | 4         | 5         | 6         | Marca | Notas                |
| ----------------- | ------------------- | -------------- | --------- | --------- | --------- | --------- | --------- | --------- | ----- | -------------------- |
| Medalha de ouro   | Anita Włodarczyk    | Polónia        | 70.45     | x         | 71.94     | 77.39     | 77.90     | 73.91     | 77.90 |                      |
| Medalha de prata  | Wang Zheng          | China          | 74.31     | 75.94     | 75.00     | 74.86     | 74.52     | 75.98     | 75.98 |                      |
| Medalha de bronze | Malwina Kopron      | Polónia        | 74.76     | x         | x         | x         | 69.90     | 71.66     | 74.76 |                      |
| 4                 | Zhang Wenxiu        | China          | 69.70     | x         | 73.19     | 70.62     | 74.53     | 72.21     | 74.53 | Recorde da temporada |
| 5                 | Hanna Skydan        | Azerbaijão     | 72.45     | 72.38     | 73.38     | 71.70     | x         | 71.77     | 73.38 |                      |
| 6                 | Joanna Fiodorow     | Polónia        | x         | 73.02     | 72.41     | 73.04     | 71.69     | 72.67     | 73.04 |                      |
| 7                 | Sophie Hitchon      | Grã-Bretanha   | 71.47     | 71.62     | 71.80     | x         | 70.81     | 72.32     | 72.32 |                      |
| 8                 | Kateřina Šafránková | Chéquia        | 71.34     | x         | x         | x         | x         | 66.26     | 71.34 | Recorde da temporada |
| 9                 | DeAnna Price        | Estados Unidos | 65.20     | 67.46     | 70.04     |           |           |           | 70.04 |                      |
| 10                | Hanna Malyshchyk    | Bielorrússia   | 69.43     | x         | 69.00     |           |           |           | 69.43 |                      |
| 11                | Kathrin Klaas       | Alemanha       | 67.83     | 68.91     | x         |           |           |           | 68.91 |                      |
| 12                | Alexandra Tavernier | França         | x         | 66.31     | 66.01     |           |           |           | 66.31 |                      |

Legenda
| Recorde mundial       | Recorde mundial (World record)               |                       | Recorde africano                      | Recorde africano (African) |                                           | Q | Classificado por posição (Qualified) |
| Recorde do campeonato | Recorde do campeonato (Championship record)  | Recorde da América    | Recorde da América (Americas)         | q                          | Classificado por melhor tempo (Qualified) |   |                                      |
| Melhor marca do ano   | Melhor marca do ano (World leading)          | Recorde asiático      | Recorde asiático (Asian)              | DNS                        | Não largou (Did not start)                |   |                                      |
| Recorde nacional      | Recorde nacional (National record)           | Recorde europeu       | Recorde europeu (European)            | DNF                        | Não terminou (Did not finish)             |   |                                      |
| Recorde pessoal       | Recorde pessoal do atleta (Personal best)    | Recorde da Oceania    | Recorde da Oceania (Oceania)          | DSQ / DQ                   | Desclassificado (Disqualified)            |   |                                      |
| Recorde da temporada  | Recorde da temporada do atleta (Season best) | Recorde sul-americano | Recorde sul-americano (South America) | NM                         | Sem marca (No mark)                       |   |                                      |